# Маре, Марен
Маре́н Маре́ (фр. Marin Marais; 31 мая 1656, Париж — 15 августа 1728, там же) — французский композитор и исполнитель на виоле да гамба.

## Биография
Марен Маре родился в Париже в семье сапожника Венсана Маре и Катерины Белланже, которая умерла вскоре после его рождения. В 1667 году в возрасте 12 лет Марен поступил в хоровую школу при церкви Сен-Жермен-л'Оксеруа по протекции своего дяди Луи Маре — викария церкви. К этому времени церковь уже на протяжении трёх столетий служила центром музыкального образования. Ещё в период пребывания в школе Маре начал обучаться игре на виоле да гамба, его первыми учителем был руководитель школы Франсуа Шаперон. Затем Марен учился игре на виоле у Николя Отмана, учителя известнейшего гамбиста того времени Жана де Сент-Коломба. В 1672 году Марен покидает школу при Сен-Жермен-л’Оксеруа и начинает обучение у Сент-Коломба. Обучение продолжалось только 6 месяцев, так как Сент-Коломб посчитал, что ученик уже превзошёл его как исполнитель. В 1675 году Марен принят в оркестр Парижской оперы. В качестве оркестранта знакомится с Жаном-Батистом Люлли, известнейшим композитором и дирижёром Франции, у которого вскоре начинает брать уроки композиции.
В 1679 году Маре получил звание придворного музыканта как исполнитель на виоле и сохранял за собой эту должность до конца дней. В его обязанности, помимо исполнения входило сочинение новых композиций, преподавание и дирижирование оперным оркестром. К 1682 году Маре становится известен во Франции и за её пределами как виртуозный исполнитель на виоле да гамба .
Марен Маре женился в 1676 году, у него было 19 детей. Несколько из его сыновей, прежде всего Ролан и Венсан Маре, также стали известными исполнителями-гамбистами.

## Сочинения
В 1686 году опубликовал первый сборник собственных сочинений для виолы да гамба — «Пьесы для одной и для двух виол» (фр. Pièces à une et à deux violes); всего в наследии Маре около 600 пьес для его основного инструмента. Кроме того, он написал сборник трио, отражающий репертуар придворного музицирования (фр. Pièces en trio pour les flûtes, violons et dessus de viole avec la basse continue), и четыре оперы («музыкальные трагедии») на сюжеты греческих мифов: «Алкид» (фр. Alcide; 1693), «Ариадна и Вакх» (фр. Ariane et Bacchus; 1696), «Алкиона» (фр. Alcyone; 1706) и «Семела» (фр. Sémélé; 1709).

## Посмертная судьба
К музыке Маре неоднократно обращались такие исполнители, как Николаус Арнонкур, Жорди Саваль, Паоло Пандольфо, Роберт Эйткен, Пьер Антай, Филипп Пьерло.

## В культуре
- Сочинение Маре Колокола Святой Женевьевы (1723) использовано в музыкальном сопровождении к фильму Славы Цукермана «Жидкое небо» (1983).

- В саундтреке к компьютерной игре «Metro: Last Light» (композиция «Mobius») использовано сочинение Маре «La Rêveuse».
- В фильме Алена Корно «Все утра мира» (1991, по одноимённому историческому рассказу Паскаля Киньяра) роли Марена Маре в юности и зрелом возрасте исполнили Гийом и Жерар Депардьё.